# Casa de Bjälbo
A Casa de Bjälbo ou Bialbo (em sueco: Bjälboätten;  PRONÚNCIA) foi uma dinastia que governou a Suécia entre 1250 e 1364.                                                                             Seu primeiro rei foi Valdemar I (Valdemar Birgersson), filho do regente real Birger Jarl, e o último Haakon VI da Noruega (Håkan Magnusson).
                                                                                                                        Esta poderosa família era originária e tinha a sua base em Bjälbo na Östergötland.                                                                              A partir do século XVII, passou a ser erroneamente designada por Casa de Folkung (Folkungaätten), em referência ambígua ao poderoso partido dos nobres de Folkung (Folkungarna) do século XIII.

## Reis da Casa de Bjälbo
- 1250-1275 - Valdemar I (Valdemar Bigersson)
- 1275-1290 - Magno III (Magnus Ladulås)
- 1290-1318 - Birger (Birger Magnusson)
- 1319-1364 - Magno IV (Magnus Eriksson)
- 1356-1359 - Érico XII (Erik Magnusson)
- 1362-1364 - Haakon VI (Håkan Magnusson)